# Carlos Santos (Rollstuhltennisspieler)
Carlos Santos (ca. 1970) ist ein ehemaliger brasilianischer Rollstuhltennisspieler.

## Karriere
Im Alter von zwei Jahren erkrankte Santos an Polio und ist deshalb auf den Rollstuhl angewiesen. Er spielte 13 Jahre für die brasilianische Auswahl Rollstuhlbasketball – aus dieser Zeit stammt sein Spitzname Jordan, eine Anspielung auf Michael Jordan. 2003 begann er mit dem Rollstuhltennis. Vor den Paralympischen Spielen 2004 in Athen, an denen er als Teil des Basketball-Teams hätte teilnehmen können, entschied er sich für Tennis – dabei war noch unklar, ob er sich in dieser Disziplin für die Spiele qualifizieren würde.
Carlos Santos ist zwischen 2005 und 2018 mehrfach beim World Team Cup für Brasilien angetreten.
Bei Parapanamerikanischen Spielen konnte er bei drei Teilnahmen insgesamt vier Medaillen gewinnen. 2007 in Rio gewann er Bronze im Einzel und an der Seite von Mauricio Pommê Gold im Doppel. Bei den Spielen 2011 im mexikanischen Guadalajara konnten die beiden Bronze gewinnen, 2015 in Toronto kam eine Silbermedaille hinzu, diesmal war Daniel Rodrigues sein Partner.
Carlos Santos hat viermal bei Paralympischen Spielen teilgenommen. Bei seiner ersten Teilnahme 2004 in Athen unterlag er in der ersten Runde Kai Schrameyer, im Doppel erreichte er an der Seite von Mauricio Pommê das Achtelfinale, dort unterlagen sie dem britischen Doppel Simon Hatt und Jayant Mistry. Die Brasilianer traten auch 2008 in Peking gemeinsam an, konnten aber kein Spiel gewinnen. Im Einzel erreichte Santos durch einen Sieg über den Österreicher Thomas Mossier die zweite Runde und unterlag dort Satoshi Saida klar in zwei Sätzen. Bei den Spielen 2012 in London schied er bereits in der ersten Runde gegen Joachim Gérard aus, im Doppel konnten Santos / Pommê durch einen Dreisatzsieg über Jon Rydberg und Stephen Welch in das Achtelfinale einziehen, dort waren sie gegen Robin Ammerlaan und Ronald Vink klar unterlegen. Bei Santos’ letzten Spielen 2016 in Rio blieb er sieglos, im Einzel stand ihm Martín de la Puente im Weg, im Doppel waren es die Südkoreaner Lee Ha-gel und Im Ho-won, die Santos und Pommê den Einzug in die nächste Runde verwehrten.